# I See Red (Uh Huh Her EP)
I See Red es el EP debut de la banda indie Uh Huh Her, lanzado el 24 de julio de 2007 por Plaid Records.
El EP incluye una versión de la canción «Say So» en la que Leisha Hailey, era la vocalista principal y fue también la primera pista que la banda escribió (junto con la exmiembro, Alicia Warrington).
Dos canciones de I See Red fueron relanzadas más tarde en su álbum debut Common Reaction; «Say So» y «Explode».

## Lista de canciones[4]
1. "Say So" (Thom Russo Mix)- 3:46
2. "Explode" - 2:55
3. "Run" - 4:12
4. "I See Red" - 4:18
5. "Say So" - 3:24

Bonus Track
6. "Mystery Lights" - 4:15